# Kuczak
Kuczak – wieś w Armenii, w prowincji Aragacotn. W 2011 roku liczyła 2147 mieszkańców.